# Marija Lusinjanska, grofica Eua
Marija Lusinjanska (francuski Marie de Lusignan) (o. 1223. – 1. listopada 1260.) bila je srednjovjekovna grofica Eua, kći Rudolfa II. Lusinjanskog i Jolande de Dreux. 1250. Marija je postala gospa Issouduna i grofica Eua.
O Mariji se ne zna mnogo, ali je znano da se udala za Alfonsa od Briennea, kojem je rodila sina Ivana i kćer Blanku, a možda su imali još dvije kćeri, Izabelu i Margaretu.